# Placa de Sonda

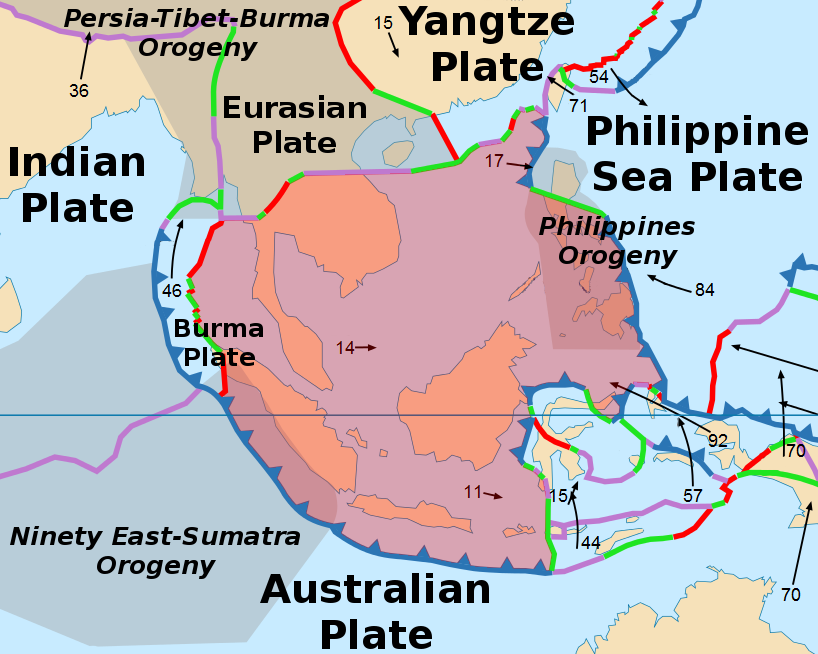
Placa de Sonda

Placa de Sonda é uma placa tectônica menor que ocupa o equador do hemisfério oriental, onde a maior parte do Sudeste Asiático está localizada.
A placa de Sonda antigamente era considerado uma parte da placa eurasiática, mas medições de GPS confirmaram seu movimento independente a 10 mm/ano para o leste em relação à Eurásia.